# Milan Begović
Milan Begović (Vrlika, 19. siječnja 1876. – Zagreb, 13. svibnja 1948.), hrvatski književnik, kazališni djelatnik i prevoditelj. 

## Životopis
Milan Begović rođen je u Vrlici, gradiću u Dalmatinskoj zagori, od oca Ivana, malog posjednika i majke Filomene rođ. Bressan. Školovanje nastavlja u Splitu. U književnosti se javlja 1891. godine pjesmom Nad spomenikom viših junaka koju je potpisao kao Tugomir Cetinski. Kasnije je upisao studij prirodoslovlja na zagrebačkom sveučilištu, ali ga nikada nije završio. Ipak je 1903. u Beču diplomirao romanistiku i slavistiku. Ponovno se vraća u Split gdje radi kao gimnazijski profesor. Pažnju na sebe privlači zbirkom Knjiga Boccadoro koju pojavljuje pod pseudonimom Xeres de la Maraja. To djelo su predstavnici "mladih" ocijenili kao predstavnika hrvatske moderne, a "stari" su je odbacili kao primjer "bolesne lirike". Ostale zbirke pjesama Vrelo (1912.) i Izabrane pjesme (1925.) nisu privukle toliku pozornost. U drami se okušava 1902. djelom Myrrha objavljena pod pseudonimom Stanko Dušić. Od ostalih drama najpoznatije su Pustolov pred vratima (1926.) i Bez trećega (1931.)
1908. godine upoznaje direktora Deutsche Spielhausa (Hamburg) u kojem dvije godine poslije postaje dramaturgom tog kazališta. Od 1912. do 1915. bio je dramaturg u bečkom kazalištu Neue Wiener Bühne. Mobiliziran je 1915. godine, a od 1919. uključen u vojne službe.
Od 1920. predaje na zagrebačkoj Glumačkoj školi. Od 1927. ravnatelj je Drame HNK u Zagrebu. Nakon praizvedbe njegove drame Hrvatski Diogenes (1928.), premješten je na mjesto profesora III. gimnazije zbog aluzija na političke prilike u Hrvatskoj. Na tome mjestu je umirovljen 1932. godine. 
Godine 1942. uređuje antologiju Hrvatska proza XX. stoljeća.  Godine 1945. ga je kaznio Sud časti Društva književnika Hrvatske zbog javnog djelovanja u razdoblju NDH; kažnjen je određenom vremenskom šutnjom i gubitkom građanskih prava. Umro je u Zagrebu 13. svibnja 1948. godine. Odlikovan je francuskom Legijom časti. Svoja djela pisao je pod pseudonimima: Xeres de la Maraja, Tugomir Cetinski, Stanko Dušić, Esop s Griča, Hipolit, Malvolio i Petronius.

## Stil
Znalac europske književnosti, te jedan od stvaralaca hrvatske moderne. Intenzivnu književnu djelatnost razvija 20-ih i 30-ih godina kada nastaju njegova ponajbolja djela - drame "Božji čovjek", "Pustolov pred vratima" i "Bez trećega", komedija "Amerikanska jahta u splitskoj luci", libreto za operu "Ero s onoga svijeta", zatim opsežan društveni psihološki roman "Giga Barićeva" i povijesni roman "Sablasti u dvorcu" te veći broj novela, putopisa i feljtona.
Svakako, Begović je prvenstveno dramski pisac, a tek potom romanopisac i pjesnik. Milan Begović autor je jednoga od žanrovski najraznovrsnijih i količinom najopsežnijih književnih opusa u prvoj polovici 20. stoljeća. U pedesetak godina dugom stvaralačkom vijeku pisao je mnogo i raznoliko, iz nadahnuća i "po zadatku": od poezije i kritike, preko novela i romana, eseja i prijevoda, do drama i libreta... kao rijetko tko u njegovo doba, s iznimkom dominantnoga Miroslava Krleže, u čijoj je sjeni, iz mnogih razloga, književnih i izvanknjiževnih, ostao do kraja života. Temeljitu književnokritičku interpretaciju i konačan književnopovijesni sud Begovićevo djelo čeka sve do naših dana: tek prije koju godinu počeli su izlaziti prvi svesci potpunoga kritičkoga izdanja Sabranih djela Milana Begovića. Kad taj golemi znanstveni i nakladnički posao bude priveden kraju, bit će posve jasno da Begoviću, po stilskoj, žanrovskoj i tematskoj razvedenosti njegova opusa, ali i po antologijskim stranicama (osobito u novelistici, s paradigmatičnom novelom "Kvartet", ili u romanu s opsežnom, složenom "Gigom Barićevom"), pripada jedno od najviših mjesta u povijesti moderne hrvatske književnosti.